# Heinrich Friedrich Höffler

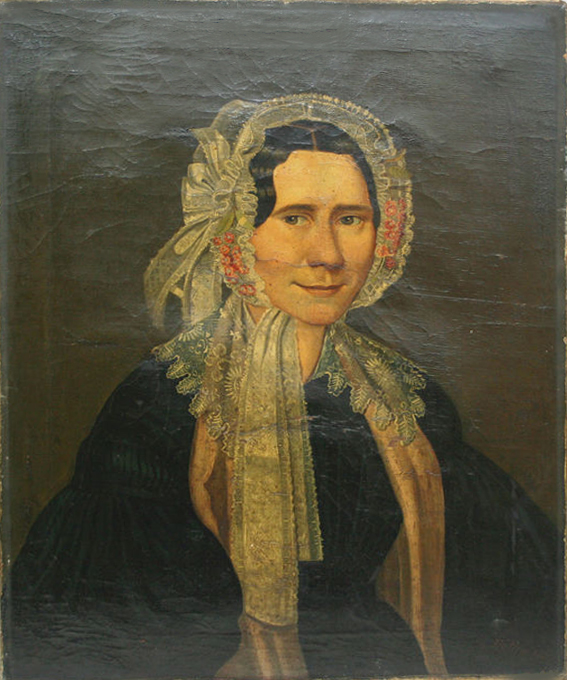
Porträt Johana Dorethea Ohnesorge

Heinrich Friedrich Höffler (* 29. März 1793 in Frankfurt am Main; † 1844 ebenda) war ein deutscher Maler.

## Leben
Vor 1817 nahm Höffler Zeichen- und Malunterricht am Zeichnungs-Institut von Johann Andreas Benjamin Reges in Frankfurt am Main. Zwischen 1817 und 1822 hielt er sich in Paris auf. Dort war er Schüler im Atelier von Antoine-Jean Gros und an der École des Beaux-Arts sowie Stipendiat des Städelschen Kunstinstituts. Anschließend kehrte er nach Frankfurt. zurück. Er unternahm weitere Studien im Modellzeichnen am Städelschen Kunstinstitut und ging einer Tätigkeit als Porträtmaler und Maler religiöser Sujets nach. Ab 1822 erfolgten Studienreisen an den Rhein und in die Schweiz, 1827 beteiligte er sich an einer Frankfurter Künstlerausstellung mit zwei Studienköpfen und einem männlichen Porträt in Öl. Spätestens 1834 gründete er eine eigene Mal- und Zeichenschule, deren Leitung er bis mindestens 1838 innehatte. In Frankfurt erfolgte auch der erste Unterricht seiner später künstlerisch tätigen Kinder Adolf Johann Hoeffler, Christine Höffler, Eleonora Höffler (1824–1899) und Emilie Höffler (1838–1912).